# Aure (localitate)
Aure este o localitate din comuna Aure, provincia Møre og Romsdal, Norvegia, cu o suprafață de 0,53 km² și o populație de 640 locuitori (2013).